# 上野山村
上野山村（うえのやまむら）は、愛知県西加茂郡にあった村。現在の豊田市の一部にあたる。

## 地理
矢作川の左岸、南は加茂川の浅い開析谷に位置していた。

## 歴史
- 1889年（明治22年）10月1日、町村制の施行により、西加茂郡上野山村が単独で村制施行し、上野山村が発足[1][2]。大字は編成せず[2]。渋川村、市木村と組合村を結成[2]。組合村役場を当村に設置[2]。
- 1899年（明治32年）養蚕組合上野山原組合設立[2]
- 1906年（明治39年）7月1日、西加茂郡益富村、野見村、寺部村、渋川村、市木村、平井村、四谷村（一部）と合併し、高橋村を新設して廃止された[1][2]。合併後、高橋村上野山となる[2]。

### 地名の由来
上にある山から呼称されたものか。

## 産業
- 農業、養蚕[2]

## 教育
- 1872年（明治5年）寺部村、渋川村と共に蓮台寺に上野山義校を開設[2]。1874年（明治7年）同校は寺部村の守綱寺に移転して文成学校に改称[2]。